# IBM i
IBM i est un système d'exploitation EBCDIC utilisé sur les ordinateurs IBM Power Systems (anciennement connus sous le nom de System i, iSeries et AS/400) et IBM PureSystems. IBM i est le successeur du i5/OS et de l'OS/400. La dernière version de ce système d'exploitation est la 7.5.
En 2010 (derniers chiffres connus), le système d'exploitation IBM i (et ses prédécesseurs OS/400 et i5/OS) était la plateforme IBM disposant du plus grand nombre de clients. Présents dans plus de 115 pays, il y avait 152 000 systèmes installés dans le monde auxquels on peut ajouter les 340 000 systèmes "dormants" (Systèmes de différentes générations ne bénéficiant plus de la maintenance IBM mais très souvent d'une maintenance tierce).
Ces systèmes technologiquement avancés supportent fréquemment les fonctions critiques des entreprises.

## Nom officiel
i5/OS est apparu avec les processeurs POWER5 de la gamme IBM POWER, il n'était pas concevable pour IBM, de conserver le nom i5/OS sur les nouveaux processeurs POWER6, la logique aurait voulue qu'il s'agisse de i6/OS, mais il aurait encore été nécessaire de changer le nom du système d'exploitation en 2010 lors de la sortie du POWER7 (en i7/OS).
IBM a donc décidé de renommer le système d'exploitation afin de ne plus être dans l'obligation de le changer à chaque fois qu'un nouveau processeur verrait le jour.
Le nom officiel est désormais : IBM i operating system.
On peut également parler de :
- IBM i
- i
- IBM i Version 7.2 / IBM i Version 7.3 / IBM i Version 7.4
- IBM i Version 7 Release 2 / IBM i Version 7 release 3 / IBM i Version 7 Release 4
- IBM i 7.2 / IBM i 7.3 / IBM i 7.4
- i 7.2 / i 7.3 / i 7.4
- i V7.2 / i V7.3 / i V7.4
- V7R2 / V7R3 / V7R4 / V7R5
- i 6 / i 7

En revanche, il ne faut jamais parler de iOS, i/OS, i OS ou de n'importe quel autre diminutif de ce genre car il s'agit de noms déposés par Cisco Systems et Apple.

## Versions IBM i

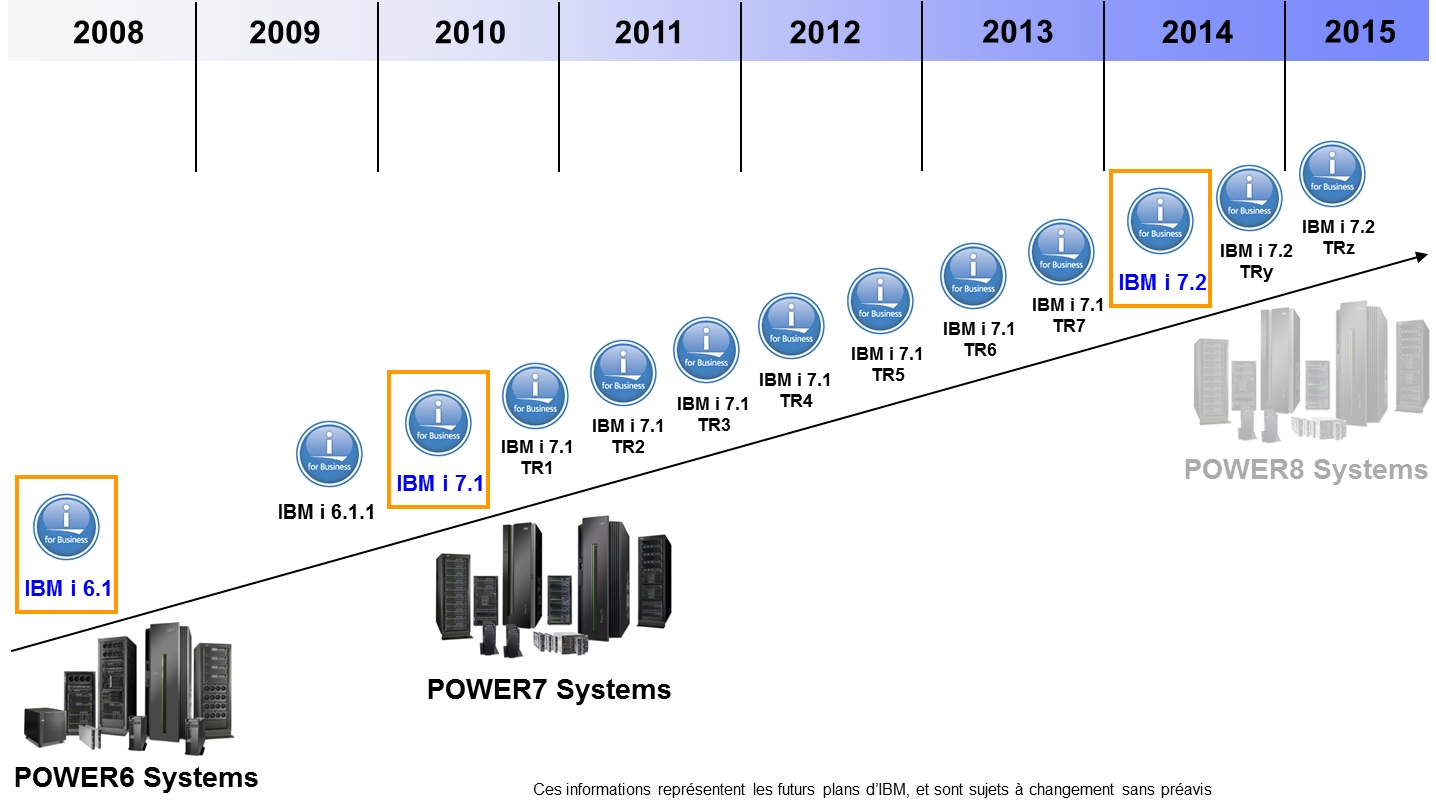
Roadmap IBM i en 2013

### IBM i 6.1
Disponible depuis le 21 mars 2008, IBM i 6.1 apporte de nombreuses fonctionnalités sur la base de données DB2 for i, la Haute Disponibilité et la virtualisation. Il s'agit de la première version entièrement virtualisable.
La version de IBM i V6R1 (ou i 6.1) se décline en deux niveaux :
- V6R1 RS610-00 (V6R1 de base)
- V6R1 RS610-10 (V6R1 apportant le support natif avec les DS5x00 et incluant de nombreuses nouvelles fonctions de virtualisation)

Il existe 2 versions de microcode (LIC = Licensed Internal Code) :
- V6R1M0 (support de la V6R1 RS610-00)
- V6R1M1 (support de la V6R1 RS610-10)

Fin de commercialisation de cette version, le 9 décembre 2014.
Fin de support de la version, le 30 septembre 2015 avec une extension payante jusqu'en 2018

### IBM i 7.1
Apparue en 2010, cette version est optimisée pour tourner sur les IBM Power Systems et IBM PureSystems à base de processeur POWER7.
IBM i 7.1 n'est supporté que sur les modèles à base de processeur POWER5, POWER5+, POWER6, POWER6+, POWER7 et POWER7+.
La version de IBM i V7R1 (ou i 7.1) existe en deux versions :
- V7R1 RS710-00
- V7R1 RS710-10

IBM introduit une nouvelle notion sur la V7R1 nommée le Technology Refresh (TR).
Il s'agit en fait d'une fonctionnalité permettant de mettre à jour le microcode et le système d'exploitation de manière plus simple qu'avec la notion des Resave Markers. Il s'agit un peu du même principe que pour AIX et les TL (Technology Level) à la différence près que les Technology Refresh ne modifient pas le niveau de release. Lorsqu'un nouveau TR est installé sur IBM i, le niveau de release du système ne change pas et le système continue à utiliser les PTF de cette release, ce qui n'est pas le cas des TL d'AIX qui disposent chacun de leur propre liste de correctifs (PTF) car le niveau de release est différent à chaque TL.
Les Technology Refresh sont cumulatifs, le TR4 par exemple, inclut tous les TR précédents (TR1, TR2 et TR3).
Les Technology Refresh permettent principalement d'apporter de nouvelles fonctionnalités et le support de nouveaux matériels.

#### IBM i 7.1 Technology Refresh 1 (TR1) (10/09/2010)
Liste des principales nouveautés du TR1
- Virtual Media Auto-Changer
- Virtual optical media library
- Installation de nouvelles partitions depuis des images réseau pour les serveurs POWER7
- Améliorations des performances avec les SSD
- Support étendu des HBA et switch pour le NPIV sur les Power Blades
- CEC Node Level Mirroring
- Support des modèles Power 710 - 720 - 730 - 740 – 795

#### IBM i 7.1 Technology Refresh 2 (TR2) (13/05/2011)
Liste des principales nouveautés du TR2
- Support des modèles PS703 et PS704
- IBM i Hibernation (suspend/resume)
- PCIe Gen2
- I/O Performance – Multi-path
- Support NPIV sur les DS5000
- IBM i to IBM i Virtual Tape Support
- SFF2 DASD Drawer 24 SFF (EXP24S)
- Algorithmes avancés de multipath

#### IBM i 7.1 Technology Refresh 3 (TR3) (14/10/2011)
Liste des principales nouveautés du TR3
- Support des modèles C
- Agrégation de ligne Ethernet
- Bridging Ethernet
- Support du contrôleur 5913 6 Gb PCIe
- VPM pour partitions IBM i
- Shared Storage Pools
- Mirroring NPIV sur stockage externe

#### IBM i 7.1 Technology Refresh 4 (TR4) (18/05/2012)
Liste des principales nouveautés du TR4
- Support des Flex Computes Nodes (p260 et p460)
- Support des nouveaux matériels ESA1, ESA2, ES0B, ES0D, 5260, 5899, EN0Y et EU16
- IBM i Live Partition Mobility
- HMC Remote Restart PRPQ
- Amélioration des performances pour l'initialisation des disques virtuels
- Améliorations des performances sur les enregistrements bloqués
- Fonctions de base pour de futures extensions

#### IBM i 7.1 Technology Refresh 5 (TR5) (12/10/2012)
Liste des principales nouveautés du TR5
- Support des modèles « D » POWER7+ (Power 770 et Power 780)
- Support de nouvelles fonctions sur le Power 795
- Support des drives RDX USB et SATA
- Support des DAT USB
- Support de nouveaux adaptateurs WAN
- Support des disques 856 Go
- Améliorations SMT pour POWER7
- Améliorations DB2
- Navigator for i
- XML et IBM i
- BRMS Enterprise Function

#### IBM i 7.1 Technology Refresh 6 (TR6) (13/02/2013)
Liste des principales nouveautés du TR6
- Support des modèles « D » POWER7+ (Power 710, Power 720, Power 730, Power 740, Power 750 et Power 760)
- Support des USB Flash drives (clés USB)
- Support de nouvelles cartes PCIe Gen2 (Fibre Channel 16 GB, FCoE et des cartes multifonctions)
- Support natif de l'utra drawer EXP30
- Support des drives LTO-6 internes
- Support des RDX 1,5 Go
- Support du NPIV avec le SVC et les Storwize (V3500, V3700 et V7000)
- Support du TLSv1.2 et TLSv1.1
- Amélioration de l'agrégation Ethernet
- Amélioration des performances d'application des PTF du microcode
- Améliorations DB2 for i
- Améliorations PowerHA SystemMirror for i (LUN level switching, DataPort Services, commandes clusterisées...)

Technology Refresh 6 Update (Mai à Juillet 2013)
- Attachement natif et direct du SVC et des Storwize
- Support de cartes Fibre Channel 16 Gbit/s sur Power 770/780
- Support de cartes FCoE 10 Gbit/s
- Support de l’EXP30 native sur Power 770/780
- Nouvelles cartes mémoire haute densité sur Power 795
- Nouvelles cartes multifonctions
- Support de taille variables de LUN sur la DS8870 avec par incrément de 1 GB
- IBM i Client Access Solutions (5733-XJ1)
- IBM Web Enablement for i Updates (WebSphere Application Server Express V8.5.5)

#### IBM i 7.1 Technology Refresh 7 (TR7) (15/11/2013)
Liste des principales nouveautés du TR7
- Extension du format libre RPG aux cartes H, F, D et P
- Nouvelle JVM 7.1
- Améliorations DB2 (modernisation du passage DDS vers SQL DDL, VLDB, journal différé …)
- Introduction du langage Ruby (PowerRuby)
- Amélioration du support LACP pour l'agrégation des lignes Ethernet
- Amélioration des performances sur les contrôleurs SAS avec VIOS (conversion 512-byte / 520-byte réécrite)
- Support du protocole PPP sur les adaptateurs asynchrones EIA-232 (#5289/5290)
- Support de nouveaux contrôleurs SAS ESA3
- Support de nouveaux SSD eMLC 775 GB (#ES0E, #ES0F, #ES0G, #ES0H)
- Améliorations des performances sur les SSD 387 GB (#ES10, #ES11, #ES19, #ES1A)
- Nouveaux disques 1.2 TB/1.1 TB 10Krpm SAS HDD (#ESD0, #ESD1, #ESD2, #ESD3)
- Support des RDX USB Docking Station par VIOS (#EU03/EU04)
- Support de nouveaux matériels PCIe Gen3 SAS adapters (#EJ0J, #EJ0L, #EJ0M, #EJ0X) et PCIe Gen1 Bisync Adapter (#EN13 and #EN14)
- Amélioration des performances en écriture pour les partitions IBM i hostées en VIOS avec une EXP30.

#### IBM i 7.1 Technology Refresh 8 (TR8) (06/06/2014)
Liste des principales nouveautés du TR8
- Le serveur Web intégré est désormais basé sur la technologie WebSphere Application Server Liberty
- Améliorations DB2 (performances et nouvelles fonctions)
- Rational Development Studio for i
- Rational Developer for i V9.1
- Support natif de la technologie SR-IOV (Single Root I/O Virtualization)
- Support des modèles POWER8
- Extension du support natif des configurations SAS (cascade de 2 EXP24S avec une EXP30 Ultra Drawer)
- Augmentation du nombre de virtual disk par adaptateur vSCSI en iVirtualization
- Support natif des cartes Fibre Channel 16 Gbit/s
- Support de nouveaux matériels (#EN0K, #EN0H, #EN0L, #EN0A, #EN0B et #EDR1)

#### IBM i 7.1 Technology Refresh 9 (TR9) (11/11/2014)
Liste des principales nouveautés du TR9
- Améliorations DB2 (performances, sécurité et nouvelles fonctions)
- Améliorations Navigator for i
- Améliorations du serveur Web intégré (REST Based Services)
- Rational Developer for i V9.1.1
- Node.js
- Gestion des travaux des serveurs HTTP paramétrables (sous-système)
- Support de MQ V8
- Support de WebSphere Portal V8.5
- Support des nouveaux modèles Entreprise (Scale-Up) E870 et E880
- Support de nouveaux disques (SSD 177 GB (#ES0Y/#ES0Z), HDD 571 GB 15K (#ESDE/#ESDN/#ESDJ), HDD 600 GB 15K (#ESDK/#ESDP/#ESDF), SSD 387 GB (#ES0V/#ES0R/#ES0U/#ES0Q), SSD 775 GB (#ES0X/#ES0T/#ES0W/#ES0S) et 283/571 GB 15K (#ESEY/#ESFA/#ESFE/#ESFN))
- Support de nouveaux matériels (#EJ27, #EJ28, #EJ29 et #EU2T)
- Support d'un nouveau Drawer PCIe Gen3 (#EMX0)
- Nouvelles fonctions BRMS
- Améliorations RPG IV
- Améliorations Live Partition Mobility

#### IBM i 7.1 Technology Refresh 10 (TR10) (29/05/2015)
Liste des principales nouveautés du TR10
- Support des drawers PCIe Gen3 4U #EMX0 sur les Scale-out (S8x4)
- Support de CEC additionnels sur le E880
- Support de nouveaux dispositifs Ethernet (#EN15/#EN16/#EN17/#EN18/#EC2M/#EC2N/#EC37/#EC38), Fibre Channel 16 Gbit/s (#EN0A/#EN0B), des disques 4K 571 GB (#ESF4/#ESF5/#ESEU/#ESEV), 1,1 TB (#ESF8/#ESF9/#ESF2/#ESF3) et 1,7 TB (#ESFU/#ESFV/#ESFS/#ESFT)
- Extension du support SR-IOV aux S8x4
- Amélioration de la disponibilité des contrôleurs SAS
- Amélioration de la maintenance concurrente des drawers #EMX0
- Modifications pour améliorer l’initialisation des devices 2145 (SVC/Storwize)
- Base function to enable future extensions
- RPG IV – Free format C Specs (Interopérabilité, lisibilité du code, nouvelles fonctionnalités, meilleur support PCML)
- Support de Python
- Améliorations Web Services
- Support de Java 8
- IBM i Access Client Solutions 1.1.4 (multi-onglets)
- Améliorations DB2 (nouvelles fonctions, constructions index simultanées, limites étendues, performances …)
- Support FC 16 Gbit/s en Direct Attach
- Améliorations SNMP et BRMS

#### IBM i 7.1 Technology Refresh 11 (TR11) (20/11/2015)
Liste des principales nouveautés du TR11. IBM ne planifie aucun autre Technology Refresh après celui-ci. Le TR11 sera donc le dernier TR en 7.1.
- RPG free intégral avec suppression de la restriction sur les colonnes
- Améliorations importantes de Rational Developer for i (9.5)
- Nouveau moteur PHP
- Nouveau compilateur Open Source GCC (GNU Compiler Collection)
- Améliorations du serveur Web Services intégré
- Mise à jour du serveur Apache en 2.4.12
- Fin du support Java 5 et Java 1.4.2
- Nouvelles fonctions dans IBM i Access Client Solution (Run scripts SQL, SQL Performance Center, support de Windows 10 …)
- Nouvelles fonctions DB2 for i (LIMITS et OFFSET, CREATE VARIABLE, amélioration du debug, nouvelles API, nouvelles fonctions scalaires, améliorations des performances des index EVI …)
- Nouvelles fonctions IBM i Services pour les commandes WRKOBJLCK, WRKSYSSTS, WRKSYSACT, WRKLICINF, WRKOUTQ, WRKMBLSTS et NETSTAT
- Amélioration de la sécurité et de la conformité de DB2 for i avec Guardium Vulnerability Assessment et Guardium Database Activity Monitor
- Nouvelles fonctions PowerVC for i
- Améliorations sur WebSphere MQ
- Support de cartes virtuelles vNIC basées sur la technologie SR-IOV
- Support des trames « larges » sur le réseau virtuel Ethernet
- Support des lecteurs et bandothèques LTO-7
- L’IBM i peut virtualiser des versions de Linux Little Endian, précédemment, seules les Linux Big Endian étaient virtualisables par l’IBM i
- Support des modèles S822 et PurePower avec limitation à 2 cores par partition IBM i et obligation de virtualiser intégralement les partitions
- Amélioration de la maintenance des extensions PCIe
- Nouvelles options sur les alimentations électriques des serveurs avec le voltage DC (Direct Current) en addition du voltage AC (Alternating Current)

### IBM i 7.2
Commercialisée en 2014, cette version est optimisée pour tourner sur les IBM Power Systems et IBM PureSystems à base de processeur POWER8.
IBM i 7.2 n'est supporté que sur les modèles à base de processeur POWER6, POWER6+, POWER7, POWER7+ et POWER8. La fin de commercialisation de cette version est planifiée pour le 30 avril 2020 et la fin de support pour le 30 avril 2021.

#### Liste des principales nouveautés de la version 7.2
- Nouvelles fonctionnalités DB2
  - Améliorations sécurité (contrôle de l'accès aux lignes et colonnes, TRANSFER OWNERSHIP, GRANT aux groupes ou aux utilisateurs, actions multiples sur les triggers, fieldproc masking...)
  - Améliorations SQL (Truncate, expressions PREPARE et EXECUTE IMMEDIATE, Dynamic Compound Statement...)
  - Améliorations des requêtes (XMLTABLE, CONNECT BY)
  - Support du moteur SQE avec QUERY/400 et OPNQRYF
  - Précisions du timestamp
  - Algorithme de réutilisation des enregistrements supprimés
  - Statistiques des SQL package
  - Built-in global variables
- Sécurité
  - Séparation des droits d'administration et d'utilisation
  - Amélioration du support du SSO avec FTP et Telnet
  - Accélération des performances cryptographiques avec les processeurs POWER8
- Navigator for i
  - Performances
  - Nouveaux navigateurs supportés
  - Gestion de l'espace temporaire
  - Favoris
  - Gestion des PTF (comparaisons, mises à jour, application...)
  - Moniteur de file de message
  - Moniteur système
  - Base de données (création de fonctions et de procédures, statistiques sur les performances DB2)
  - Améliorations Performance Data Investigator
  - Modélisation des batchs
- Middleware
  - Le serveur intégré (IAS = Integrated Web Application Server) est basé sur le moteur WebSphere Liberty
  - Integrated Web Services Server (IWS) est basé sur le moteur Liberty
  - Support des dernières JVM 6 et 7
  - Zend Studio et Zend Server (Mobile Solutions for IBM i)
  - Mobile IBM i Access
  - Lotus Software for IBM i (Domino, Traveler, Connection, Sametime)
  - SAMBA (Open Source File)
- BRMS
  - BRMS Entreprise avec tableau de bord et moniteur central
  - Nouvelles fonctions graphiques
  - Duplications concurrentes
  - Nouvelle fonction de récupération des listes de restauration
  - Amélioration des sauvegardes de l'IFS
- PowerHA
  - PowerHA Express Edition
  - HyperSwap avec DS8000
  - Réplication des droits et propriétaires via le Cluster Administrative Domain
  - Augmentation du nombre d'entrées dans le Cluster Administrative Domain
  - Historique des démarrages/arrêts des iASP
  - Réduction du temps de synchronisation des UID/GID
  - Sauvegarde des iASP via iASP assignment
- Cloud
  - IBM SmartCloud Entry 4.1
  - IBM Systems Director VMControl 2.4.5
- Administration
  - Support du SR-IOV (Single Root I/O Virtualization)
  - Ajout automatique des images dans un catalogue virtuel
  - Support IPL D sur USB
  - Application immédiate des PTF plus récurrente
  - Amélioration de la sauvegarde des spools
  - Plus d'objets dans les sélections
  - Améliorations journalisation
- Réseau
  - TLS v1.2
  - Elliptical Curve (ECDHE et ECDSA)
  - VPN (IKEv2 NAT, IKE SA...)
  - Support des VLAN 802.1Q
  - Récupération et modification de la configuration TCP/IP
  - Amélioration Virtual IP Address
  - SNMP v3
- Impressions
  - Améliorations du support des codes à barre
  - Améliorations du support des couleurs des images (JPEG, GIF, TIFF)
  - Support de la gestion des couleurs dans PSF

Les Technology Refresh permettent principalement d'apporter de nouvelles fonctionnalités et le support de nouveaux matériels.

#### IBM i 7.2 Technology Refresh 1 (TR1) (11/11/2014)
Liste des principales nouveautés du TR1
- Améliorations DB2 (performances, sécurité et nouvelles fonctions)
- Améliorations Navigator for i
- Améliorations du serveur Web intégré (REST Based Services)
- Rational Developer for i V9.1.1
- Node.js
- Gestion des travaux des serveurs HTTP paramétrables (sous-système)
- Support de MQ V8
- Support de WebSphere Portal V8.5
- Support des nouveaux modèles Entreprise (Scale-Up) E870 et E880
- Support de nouveaux disques (SSD 177 GB (#ES0Y/#ES0Z), HDD 571 GB 15K (#ESDE/#ESDN/#ESDJ), HDD 600 GB 15K (#ESDK/#ESDP/#ESDF), SSD 387 GB (#ES0V/#ES0R/#ES0U/#ES0Q), SSD 775 GB (#ES0X/#ES0T/#ES0W/#ES0S) et 283/571 GB 15K (#ESEY/#ESFA/#ESFE/#ESFN))
- Support de nouveaux matériels (#EJ27, #EJ28, #EJ29 et #EU2T)
- Support d'un nouveau Drawer PCIe Gen3 (#EMX0)
- Nouvelles fonctions BRMS
- Améliorations RPG IV
- Améliorations Live Partition Mobility
- Réduction de la taille du disque Load Source

#### IBM i 7.2 Technology Refresh 2 (TR2) (29/05/2015)
Liste des principales nouveautés du TR2
- Support des drawers PCIe Gen3 4U #EMX0 sur les Scale-out (S8x4)
- Support de CEC additionnels sur le E880
- Support de nouveaux dispositifs Ethernet (#EN15/#EN16/#EN17/#EN18/#EC2M/#EC2N/#EC37/#EC38), Fibre Channel 16 Gbit/s (#EN0A/#EN0B), des disques 4K 571 GB (#ESF4/#ESF5/#ESEU/#ESEV), 1,1 TB (#ESF8/#ESF9/#ESF2/#ESF3) et 1,7 TB (#ESFU/#ESFV/#ESFS/#ESFT)
- Extension du support SR-IOV aux S8x4
- Amélioration de la disponibilité des contrôleurs SAS
- Amélioration de la maintenance concurrente des drawers #EMX0
- Modifications pour améliorer l’initialisation des devices 2145 (SVC/Storwize)
- Base function to enable future extensions
- RPG IV – Free format C Specs (Interopérabilité, lisibilité du code, nouvelles fonctionnalités, meilleur support PCML)
- Support de Python
- Améliorations Web Services
- Support de Java 8
- IBM i Access Client Solutions 1.1.4 (multi-onglets)
- Améliorations DB2 (nouvelles fonctions, constructions index simultanées, limites étendues, performances …)
- Support FC 16 Gbit/s en Direct Attach
- Améliorations SNMP et BRMS
- Attachement natif et VIOS NPIV des FlashSystem 900
- Support du Multipath pour les bandothèques

#### IBM i 7.2 Technology Refresh 3 (TR3) (20/11/2015)
Liste des principales nouveautés du TR3
- Amélioration de la redondance des bandothèques avec gestion d’un chemin préféré et automatisation du failover
- Réduction du temps de construction des protections RAID
- Support du VLAN tagging pour l’installation en NFS
- Support de la fonction HyperSwap sur les SVC et la gamme Storwize
- Support de la fonction HyperSwap pour les iASP (PowerHA) sur la SAN DS8870
- Gestion du stockage hiérarchique ou tiering de BRMS. Déplacement des données (bibliothèques et IFS) entre des disques et des SSD dans un ASP ou vers des ASP utilisateur (y compris iASP).
- Possibilité de créer des supports bootables sur de nouveaux médias (ex : clé USB …)
- RPG free intégral avec suppression de la restriction sur les colonnes
- Améliorations importantes de Rational Developer for i (9.5)
- Nouveau moteur PHP
- Nouveau compilateur Open Source GCC (GNU Compiler Collection)
- Améliorations du serveur Web Services intégré
- Mise à jour du serveur Apache en 2.4.12
- Fin du support Java 5 et Java 1.4.2
- Nouvelles fonctions dans IBM i Access Client Solution (Run scripts SQL, SQL Performance Center, support de Windows 10 …)
- Nouvelles fonctions DB2 for i (LIMITS et OFFSET, CREATE VARIABLE, amélioration du debug, nouvelles API, nouvelles fonctions scalaires, améliorations des performances des index EVI …)
- Nouvelles fonctions IBM i Services pour les commandes WRKOBJLCK, WRKSYSSTS, WRKSYSACT, WRKLICINF, WRKOUTQ, WRKMBLSTS et NETSTAT
- Amélioration de la sécurité et de la conformité de DB2 for i avec Guardium Vulnerability Assessment et Guardium Database Activity Monitor
- Nouvelles fonctions PowerVC for i
- Améliorations sur WebSphere MQ
- Support de cartes virtuelles vNIC basées sur la technologie SR-IOV
- Support des trames « larges » sur le réseau virtuel Ethernet
- Support des lecteurs et bandothèques LTO-7
- L’IBM i peut virtualiser des versions de Linux Little Endian, précédemment, seules les Linux Big Endian étaient virtualisables par l’IBM i
- Support des modèles S822 et PurePower avec limitation à 2 cores par partition IBM i et obligation de virtualiser intégralement les partitions
- Amélioration de la maintenance des extensions PCIe
- Nouvelles options sur les alimentations électriques des serveurs avec le voltage DC (Direct Current) en addition du voltage AC (Alternating Current)

#### IBM i 7.2 Technology Refresh 4 (TR4) (20/05/2016)
Liste des principales nouveautés du TR4
- Amélioration des capacités de gestion de la base de données (nouvelles fonctions build-in, nouvelles options de l'optimiseur de requêtes)
- Le serveur http intégré (IWS) supporte les web services en mode REST
- L'interface d'administration web permet désormais de configurer et d'administrer facilement les serveurs SSL sur les serveurs intégrés d'application basés sur Liberty
- Ajout d'un débugger système dans ACS
- Ajout d'un dashboard en temps réel dans IBM i Access for Web
- Support de la fonction Hyperswap avec PowerHA
- RDi étend les capacités du format RPG free et inclut de nouvelles fonctions pour les compilateurs RPG et COBOL
- Nouvelle version de PowerVC permettant une meilleure gestion du Cloud et des environnements vitualisés
- Support de DB2 Web Query 2.2.0
- Support du multipathing sur les bandothèques avec Live Partition Mobility
- Support des outils Open Source Git et Orion
- Support des SSD eMLC4 Entreprise 2"5 de 1,55 TB
- Support des SSD Read Intensive 2"5 de 1,9 TB
- Support des SSD eMLC4 Entreprise 1"8 de 775 GB
- Support des cartes PCIe 4-port asynchrones EIA-232 #5785 et #5277
- Support des cartes Fibre Channel PCIe2 8 Gbit/s via le VIOS
- Support du contrôleur PCIe3 #EJ14 12 GiB de cache

#### IBM i 7.2 Technology Refresh 5 (TR5) (11/11/2016)
Liste des principales nouveautés du TR5

#### IBM i 7.2 Technology Refresh 6 (TR6) (17/03/2017)
Liste des principales nouveautés du TR6

#### IBM i 7.2 Technology Refresh 7 (TR7) (27/10/2017)
Liste des principales nouveautés du TR7

#### IBM i 7.2 Technology Refresh 8 (TR8) (16/03/2018)
Liste des principales nouveautés du TR8

#### IBM i 7.2 Technology Refresh 9 (TR9) (14/09/2018)
Liste des principales nouveautés du TR9. IBM ne planifie aucun autre Technology Refresh après celui-ci. Le TR9 sera donc le dernier TR en 7.2.

### IBM i 7.3
Commercialisée en 2016, cette version est optimisée pour tourner sur les IBM Power Systems et IBM PurePower à base de processeur POWER8.
IBM i 7.3 n'est supporté que sur les modèles à base de processeur POWER7, POWER7+ et POWER8 avec quelques restrictions (voir la matrice de support).

#### Liste des principales nouveautés de la version 7.3
- Nouvelles fonctionnalités DB2 et développement
  - Support des tables temporelles
  - Génération de métadonnées sur les modifications apportées à la database
  - Nouvelles fonctions OLAP en SQL
  - Amélioration des capacités de gestion de la base de données (nouvelles fonctions build-in, nouvelles options de l'optimiseur de requêtes)
  - Nouvelles fonctions IBM i Services
  - Augmentations de certaines limites DB2
  - DB2 Web Query 2.2.0
  - RDi étend les capacités du format RPG free et inclut de nouvelles fonctions pour les compilateurs RPG et COBOL
- Sécurité
  - Authority Collection
  - Nouvelles options d'audit
  - Audit réseau
- Administration
  - Améliorations sauvegarde et restauration
  - Réduction du temps de démarrage d'un iASP
  - Nouveaux fichiers dans les collections services
  - Nouveaux paramètres pour les workload groups
  - Affichage des variables d'environnement
  - Ajout d'un débugger système dans ACS
  - Ajout d'un dashboard en temps réel dans IBM i Access for Web
- HTTP
  - Le serveur http intégré (IWS) supporte les web services en mode REST
  - Serveur Apache 2.4.12
  - Nouvelles fonctions dans Navigator for i
  - Historique graphique dans Navigator for i
  - Moniteurs Navigator for i
- Open Source
  - Support des outils Open Source Git et Orion
- PowerHA
  - Support de la fonction Hyperswap avec PowerHA
- Divers
  - RDi étend les capacités du format RPG free et inclut de nouvelles fonctions pour les compilateurs RPG et COBOL
  - Nouvelle version de PowerVC permettant une meilleure gestion du Cloud et des environnements vitualisés
  - Support de WebSphere MQ V8

#### IBM i 7.3 Technology Refresh 1 (TR1) (11/11/2016)
Liste des principales nouveautés du TR1

#### IBM i 7.3 Technology Refresh 2 (TR2) (17/03/2017)
Liste des principales nouveautés du TR2

#### IBM i 7.3 Technology Refresh 3 (TR3) (27/10/2017)
Liste des principales nouveautés du TR3

#### IBM i 7.3 Technology Refresh 4 (TR4) (16/03/2018)
Liste des principales nouveautés du TR4

#### IBM i 7.3 Technology Refresh 5 (TR5) (14/09/2018)
Liste des principales nouveautés du TR5

#### IBM i 7.3 Technology Refresh 6 (TR6) (10/05/2019)
Liste des principales nouveautés du TR6

#### IBM i 7.3 Technology Refresh 7 (TR7) (15/11/2019)
Liste des principales nouveautés du TR7
- Db2 for IBM i
  - Management
    - Ajout de tables avec intégrité référentielle sans besoin d’une allocation exclusive
    - Accorder ou révoquer des droits sur un fichier base de données sans besoin d’une allocation exclusive

  - Programmation SQL
    - Nouveaux synonymes
    - Program Name Control pour les routines SQL
    - Amélioration de la gestion des routines externes
    - Les pré-compilateurs SQL supportent les sources en CCSID 1208 (unicode)

  - IBM i Services
    - IFS
    - Data Queues
    - Sécurité
    - Objets
    - Gestion des travaux
    - Gestion du système
    - Communications
    - Programmes et programmes de services
- Développement
  - Nouvelles options RPG
    - Appel de plusieurs procédures avec un seul prototype grâce au mot clé OVERLOAD
      - Ex : dcl-pr print ind overload(procedure1 : procedure2);

    - OPTIONS(*EXACT) permet de passer un paramètre dont la longueur correspond exactement à celle attendue par le prototype
      - Ex : parametre1 char(20) options(*exact);

    - Code Operation DATA-GEN (génération de données, inverse de DATA-INTO)
    - Le RPG intègre un framework permettant de générer de la donnée XML, JSON, YAML et HTML

  - RDi intègre des demandes de RFE (Request for Enhancements)
    - Amélioration du formatage SQL et de la vérification de la syntaxe SQL

  - Le sous-système utilisé par IWS est désormais configurable
- Access Client Solutions
  - Version 1.1.8.3
  - Scripts SQL
    - Prompt intelligent
    - Nouveaux exemples prêts à être insérés

  - Amélioration des filtres et des capacités de recherche sur les schémas
- Open Source
  - ZeroMQ
  - Redis
- Hardware
  - Nouveau processeur 11-core pour le Power S924
  - Nouveaux SSD Entreprise
    - Disponibles en technologies SSF-2 et SSF-3 ainsi qu’en formatages 5xx (512/528) et 4K (4096/4224)
      - 387 GB : ESB8/ESB9/ESB0/ESBA/ESBB/ESB2
      - 775 GB : ESBE/ESBF/ESB4/ESBG/ESBH/ESB6
      - 1,5 TB : ESBJ/ESBK/ESBL/ESBM

    - Longévité : 10 DWPD (Drive Write per Day)
- PowerHA SystemMirror for i
  - Propagation des mots de passe utilisateur paramétrés par l’API QSYSUPWD
  - Amélioration de la bascule PowerHA lorsqu’il est configuré avec Hyperswap
- Db2 Web Query
  - Nouveau package EZ-Install
    - Installation simplifiée
    - Permet l’upgrade d’anciennes versions vers le dernier niveau

  - Exemples de reports et de dashboards pour les administrateurs système
  - Conversion des spools en PDF ou fichiers Excel
- Divers
  - PowerVM 3.1.1 (VIOS)
    - Augmentation du nombre de LUN par port Fibre Channel 32 Gbit/s
    - NPIV multiqueue
    - Améliorations des performances iSCSI
    - Améliorations du tool d’upgrade VIOS

  - Nouvelle realease HMC et vHMC (V9R1.940)
    - Améliorations pour le SR-IOV et les vNIC
    - Amélioration des performances Live Partition Mobility (LPM)
    - DRAM backed virtual persistent memory
    - Injection des clés de licences iBM i
    - Support SR-IOV amélioré
    - Email de notification pour les opérations planifiées

  - Modernisation de l’interface du DCM (Digital Certificate Manager)
    - Nouvelle interface. http://hostname:2001/DCM
    - Filtres de recherches
    - Tris
    - Affichage simple des certificats en cours d’expiration ou expirés
    - Gestion de plusieurs certificate stores en simultané
    - Ancienne interface toujours disponible

  - Les clés de licence IBM i peuvent désormais être saisies à travers les interfaces HMC ou Novalink
  - Ajout de nouvelles fonctions sur Transport Layer Security TLS 1.3
  - Amélioration du rappel de commandes sur la ligne de commande 5250
    - La touche de fonction F8 permet de revenir en arrière (action inverse de la touche F9)
    - La saisie du début d’une commande suivie du caractère “*” puis de la touche F9 permet de récupérer la dernière commande correspondant à la recherche souhaitée

  - Support de le la modification de la taille d’un LUN provenant d’une DS8900
  - Amélioration de la fonction unmap sur Spectrum Virtualize (SVC, Storwize)
    - Opération exécutée en tâche de fond pour minimiser l’impact sur les performances
    - La vitesse d’exécution de la tâche de fond peut être modifiée par une macro SST

  - BRMS
    - Améliorations de la gestion des catalogues d’image pour les bandes virtuelles
    - Ajout de l’attribut Change Control Group dans l’API Q1ACHGCGA
    - Améliorations du programme d’exit sur le Backup Control Group en permettant l’exécution en fin de Control Group
    - Améliorations du choix des volumes lors de la réservation pour les sauvegardes concurrentes
    - Améliorations du traitement des omissions des sauvegardes afin de combiner avec les omissions du GUI et celles des stratégies de sauvegarde du mode 5250

#### IBM i 7.3 Technology Refresh 8 (TR8) (15/05/2020)
Liste des principales nouveautés du TR8
- Virtualisation
  - Virtualisation IBM i des bandothèques (NPIV-like)
    - TS2900 (3572-SxH) - SAS
    - TS3100 (3573-L2U) - SAS et Fibre Channel
    - TS3200 (3573-L4U) - SAS et Fibre Channel
    - TS4300 (3555-L3A) - SAS et Fibre Channel

  - Hybrid Network Virtualization (HNV) pour IBM i
- IBM i Access Client Solutions (ACS)
  - Nouvelle version 1.1.8.4
  - Scripts SQL
    - Amélioration de l’assistant de scripts SQL (Content Assist)
    - Affichage des métadonnées
    - Statement
    - Fonctions Built-in
    - Fonctions et procédures

  - Nouveaux services IBM i
  - Installation facilité, IBM i ACS stocké dans l'IFS
  - Améliorations émulateur 5250
    - Prise en compte de 7 RFE (Request For Enhancement)
    - Autoriser la transformation de caractères spéciaux
    - Réorganisation de l’historique des écrans
    - Focus sur le gestionnaire de sessions
    - Possibilité de désactivation de la fenêtre du clavier
    - Améliorations sur les impressions d’écran
- IBM i Access Client Solutions (ACS) et Open Source
  - Outils de réparation YUM / RPM
    - Suppression des métadonnées
    - Reconstruction de la base de données RPM

  - Nouvelles fonctions d’installation
    - SSH Tunneling
- SQL – Db2 for i – RPG
  - Nouvelles fonctions built-in
  - IBM i Services
    - 15 nouveaux services dans QSYS2 et SYSTOOLS
    - 7 services de QSYS2 améliorés
    - 4 nouveaux outils avec code source dans SYSTOOLS

  - Db2 for i Services
    - 5 nouveaux services
    - 4 services améliorés

  - Tool de comparaison de fichiers
  - RPG
    - Précision du timestamp à la microseconde
    - %KDS simplifié
    - Nom qualifié pour LIKEDS

  - Améliorations des indicateurs étendus
  - Facilités de formatage JSON par SQL
- Open Source
  - Support de jq
  - Ecosystème Python
    - Adaptateur SQL Alchemy
    - Package pyodbc

  - Mises à jour de sécurité
    - Les packages RPM utilisent dorénavant la nouvelle librairies OpenSSL 1.1.x
    - Certificats CA
- Sécurité
  - Nouvelle interface graphique Digital Certificate Manager (DCM)
  - Transport Security Layer (TLS) 1.3
- Clustering et PowerHA SystemMirror for i
  - Nouvelles versions Cluster et PowerHA SystemMirror for i
  - Nouvelle version de PowerHA
  - Mise à jour automatique de la version du Cluster
  - Améliorations disponibilité Cluster IBM i
    - Nouvelles fonctions IBM i SQL Services pour surveiller le Cluster Admin
    - Les adresses TCP/IP peuvent désormais être incluses dans un Cluster Ressource Group (CRG)
    - Gestion automatisée du Cluster Administrative Domaine lorsque le clustering est inactif ou en erreur
    - Nouvelle commande et stratégie d’analyse des profils d’un Cluster Administrative Domain

  - Améliorations des informations d’affichage et de disponibilité PowerHA
    - Affichage des informations de RPO sur la réplication asynchrone Global Mirror
    - Redesign de l’affichage des écrans en 132 colonnes afin de fournir plus d’indications sur l’état de la réplication
- Divers
  - Db2 Web Query
    - Améliorations du package EZ-install de Db2 Web Query
    - Généreration automatique d’un synonyme et d’un rapport à partir de SQL

  - BRMS
    - Vérification de l’espace de stockage disponible avant démarrage de la restauration
    - Consignation des opérations de sauvegarde et de restauration associées dans le fichier journal BRMS
    - Déplacement de l’opération de tracing pour permettre aux travaux de démarrage d’effacer l’espace temporaire sans perdre le tracing BRMS
    - Des droits additionnels peuvent être accordés à l’aide du nouveau paramètre USAGE(*AUT) de la commande SETUSRBRM
    - API Q1ARCLMED permettant de récupérer les volumes de bande
    - Prise en charge de l’authentification mutuelle conjointe DRDA / DDM.
    - La commande STRRCYBRM classe désormais les bibliothèques *IBM et *ALLUSR par ordre croissant de séquence de bande

  - HTTP et IWS
    - Support TLS 1.3
    - Fournit des rapports d’état et d’erreurs sur l’interface HTTP.
    - Meilleurs contrôles pour le passage de variables lors de la connexion.

  - Navigator for i
    - Support du TLS 1.3
    - Performance Data Investigator 
      - Nouveaux graphes plus modernes
      - Fonctions améliorées
      - Navigation plus facile
      - Quick focus (accès rapide) sur une plage de temps

#### IBM i 7.3 Technology Refresh 9 (TR9) (13/11/2020)
Liste des principales nouveautés du TR9
- Système d'exploitation
  - Optimisation de la durée des IPL
  - Duplication de bandes plus rapide
  - Création de UUID
  - Ansible pour IBM i
- Hardware et PowerVM
  - Activation Enterprise Enablement pour période d’essai
  - Accélération NPIV
  - Support mapping multiples
  - Nouvelles cartes PCIe3 Fibre Channel
  - Nouvelles cartes PCIe2 USB 3.0
  - Nouvelles options mémoire 16 Gbit/s
  - Nouveaux drives SSD
  - Nouveaux drives NVMe
    - Format U.2
    - Format Add In Card (AIC)

  - Refresh des modèles H922 et H924
- Db2 for i
  - SQL Services
    - Nouveaux services IBM i :
      - QSYS2.COMMUNICATIONS_ENTRY_INFO
      - QSYS2.DATA_QUEUE_ENTRIES
      - QSYS2.EXIT_POINT_INFO
      - QSYS2.EXIT_PROGRAM_INFO
      - QSYS2.IFS_READ
      - QSYS2.IFS_WRITE
      - QSYS2.JOURNAL_INHERIT_RULES
      - QSYS2.JOURNALED_OBJECTS
      - QSYS2.OPEN_FILES
      - QSYS2.SERVER_SHARE_INFO
      - QSYS2.SOFTWARE_PRODUCT_INFO
      - QSYS2.SYSDISKSTAT
      - QSYS2.SYSTEM_STATUS_INFO_BASIC
      - QSYS2.SYSLIMITS_BASIC
      - QSYS2.WATCH_DETAIL
      - QSYS2.WATCH_INFO

    - Services IBM i améliorés
      - QSYS2.ACTIVE_JOB_INFO
      - QSYS2.DB_TRANSACTION_INFO
      - QSYS2.DISPLAY_JOURNAL
      - QSYS2.LIBRARY_INFO
      - QSYS2.SYSDISKSTAT
      - QSYS2.SYSTEM_STATUS
      - QSYS2.SYSTEM_STATUS_INFO
      - SYSTOOLS.GROUP_PTF_CURRENCY
      - SYSTOOLS.GROUP_PTF_DETAILS
      - SYSTOOLS.SPLIT

    - Nouveaux services Db2 for i
      - QSYS2.SYSCOLUMNS2_SESSION
      - SYSTOOLS.RELATED_OBJECTS

    - Services Db2 for i améliorés
      - QSYS2.ANALYZE_CATALOG

  - Extensions SQL
    - Extensions du précompilateur SQL
    - Catalogues Base de Données
    - Améliorations SQL DDL
- Développement RPG
  - Fonctions intégrées (Built-in functions)
    - %RANGE
    - %LIST

  - Code d’opération FOR-EACH
  - Autorisation de blancs pour %DEC et %INT…
  - Autorisation des séparateurs de milliers pour %DEC et %INT…
  - Divers
    - Nouvelle variable de Debug : _QRNU_RETVAL
    - Nouveau mot clé REQEXTPR
    - Rational Developer for i 9.6.0.8
- Access Client Solutions
  - Nouvelle version ACS 1.1.8.6
    - Amélioration de l’aide au contenu
    - Amélioration de l’exécution des scripts SQL
    - Upload multi-fichier
    - Drivers ODBC disponibles sur Mac et IBM i
- Open Source
  - Bases de données relationnelles Open Source
    - MariaDB
    - PostgreSQL

  - Utilitaires Open Source
    -       - chsh : shell
      - logrotate : gestion de fichiers journaux
      - man page

    - Sécurité
      - GNU Privacy Guard (GPG)
      - Curl avec support SSH et SFTP

    - Compression
      - zstd
      - pigz
      - p7zip

    - Connectivté
      - autossh
      - Paramiko (Package Python)
- Db2 Mirror for i
  - Améliorations des procédures d’initialisation et de récupération
  - Découverte de fichiers de travail
  - Règles multiples
  - Gestion de la sécurité
- PowerHA SystemMirror for i
  - Déploiement de clusters
  - Nouveau tableau de bord
- Divers
  - Nouvelle version Db2 Web Query 2.3
  - Améliorations BRMS
  - Améliorations Cloud Storage Solutions
  - Améliorations Administration Runtime Expert
  - Améliorations Serveur HTTP Apache

### IBM i 7.4
Disponible le 21 juin 2019, la version 7.4 est supportée sur les modèles à base de processeur POWER8 et POWER9.

#### Liste des principales nouveautés de la version 7.4
- DB2
  - IBM Db2 Mirror for i  (5770-DBM)
    - Réplication synchrone ultra rapide de DB2 for i
    - Cluster DB2
      - Actif / Actif (cluster au niveau application)
      - Actif / Passif (cluster au niveau système d'exploitation)
      - Actif / Inactif (cluster au niveau Virtual Machine)

    - Accès aux objets DB2 depuis n'importe quelle partition du cluster en lecture et écriture
    - Connexion via JDBC ou Load Balancer
    - Permet de déplacer rapidement l'activité d'une partition vers une autre partition lors d'une maintenance planifiée ou d'une panne
    - Les partitions/nodes peuvent être à des versions d'OS différentes, sur des hardware de générations différentes
    - SYSBAS et iASP supportés
    - Compatible avec les outils de réplication logiciel et matériel (PowerHA, MetroMirror, GlobalMirror)
    - Nécessite des adaptateurs Ethernet très hautes performances (10, 25 ou 100 Gbit/s) NIC ou ROCE.
    - Limité à 100 m de distance entre les nodes
    - Compatible SR-IOV
    - Très nombreux objets database supportés
      - Natifs (Physiques et Logiques)
      - SQL (Alias, Fonctions, Index, Permissions, Procédures, Schémas, Séquences, SQL packages, Tables, Triggers...)

    - Nombreux objets ou fonctions non DB2 supportés
      - Profil utilisateur
      - Droits
      - Propriétaire
      - Sécurité
      - Programme et programme de service
      - Data Area
      - Data Queue
      - Valeur système
      - Variable d'environnement
      - Bibliothèque
      - Description de travail
      - Journal
      - File d'attente de sortie / spools
      - File d'attente de travail

  - Nouveautés et améliorations IBM i Services
    - DATA_AREA_INFO
    - ASP_JOB_INFO
    - MESSAGE_FILE_DATA
    - SYSTOOLS.FIRMWARE_CURRENCY
    - SYSTOOLS.SPLIT
    - SYSTOOLS.SPOOLED_FILE_DATA

  - Nouvelles fonctions Database dans ACS
    - Nouveau formateur de requêtes
    - Validation de la syntaxe
    - Tous les IBM i Services inclus dans ACS
    - Edition de tables
    - Sauvegarde des scripts SQL sur l'IFS ou dans un fichier source

  - Nouvelles fonctions built-in de HASH
  - Améliorations du précompilateur SQL pour RPG et COBOL
  - Améliorations de la réorganisation du membre d'un fichier physique (RGZPFM)
  - Nouvelles alertes sur les limites système envoyées dans QSYSOPR
- Développement
  - RPG
    - Tableaux de dimension variable (DIM(*VAR:n) / DIM(*AUTO:n) / %ELEM)
    - Position subfields (SAMEPOS)

  - Nombreuses améliorations COBOL
  - Langage de contrôle
    - Support des sources dans l'IFS pour le compilateur CL
    - Nouvelle fonction built-in %PARMS

  - Améliorations du System debugger
  - Améliorations Rational Developer for i (RDi)
    - Amélioration du formatage
    - Smart keys pour améliorer la productivité du développeur
    - Perspectives PDM

  - La commande DSPMOD affiche le chemin du source dans l'IFS
  - Nouveau paramètre TEXT permettant la propagation du texte du fichier source export ou du premier module utilisé pour créer le programme de service.
  - Amélioration du UUID : Generate Universal Unique Identifier (GENUUID)
  - Le MODS (Modify Space Attributes) peut désormais renvoyer la taille de l'espace modifié (en MI)
  - Meilleure information en debug sur le message MCH3402. Infos présentes dans la log du LIC.
- Hardware
  - Une partition IBM i pourra désormais supporter un maximum de 192 cores 8 threads soient 1536 threads (sur POWER9 uniquement) contre 736 threads précédemment
  - Support jusqu'à 9998 disques ou LUN par partition IBM i (3999 dans le SYSBAS et 5999 dans les iASP) contre 4094 auparavant (2047 + 2047)
  - Support de disques de 16 TB maximum contre 4 TB en 7.2 et 7.3
  - Support des cartes Ethernet PCIe Gen4 100 Gbit/s
  - Support de SSD 7,45 TB
  - Déclaration d'intention du support de la technologie NVMe (Non-Volatile Memory Express) par l'IBM i pour les mois à venir. Il s'agit, d'après la terminologie IBM, d'un Statement Of Direction (SOD).
- PowerHA
  - Nouvelles fonctions de clustering PowerHA
    - Ajout automatique des ressources dans le Cluster Administrative Domain
    - Nouveau container CRG pour grouper la gestion des CRG
    - Nouvelles fonctions sur le Cluster Administrative Domain

  - Amélioration Hyperswap avec GlobalMirror sur DS8000
  - Nouvelles fonctions CSM (IBM Copy Services Manager) pour la réplication DS8000
- Gestion du système
  - Paramètre empêchant le démarrage du sous-système de contrôle après une SAVE 21
  - Augmentation de la taille des logs du LIC
  - Retranslation des programmes
    - Permet d'obtenir de meilleures performances en bénéficiant des améliorations sur les instructions MI
    - Intéressant sur les nouvelles générations de hardware ou pour les nouvelles versions
    - Meilleures isolation des séquences d'instructions
    - La retranslation ne nécessite pas d'avoir le code source
    - Le tool QBNCVTPGM pemet de simplifier les retranslations

  - Amélioration de la gestion des Workload Groups par les JOBD (CRTJOBD et CHGJOBD) permettant de faire exécuter plusieurs workload groups dans le même sous-système.
  - Amélioration de l'historique (QHST)
    - Création d'un nouveau process QHST (transféré du SCPF)
    - Peut-être redémarré sans IPL
    - Recherches améliorées sur DSPLOG (tous les messages d'un utilisateur, d'un job d'un numéro de job ou d'un nom générique, plus besoin d'indiquer le 3 valeurs constituant le job)

  - Nouveaux Points d'Exit
    - QIBM_QWT_SBMJOB (appel d'un programme avant que le job ne soit en JOBQ)
    - QIBM_QWT_CHGJOB (appel d'un programme lors de l'exécution de la commande CHGJOB lorsqu'un travail est en JOBQ)

  - Nouvelle API pour récupérer l'état des Prestarted Jobs actifs
  - Amélioration du report SMT
  - Améliorations de BR%S avec IBM i Cloud Storage Solutions (5733-ICC)
  - Améliorations SMTP
    - Augmentation de la taille du titre et du message
    - Nouvelles commandes

  - PASE est désormais basé sur AIX 7.2 TL2
  - Suppression des commandes utilisant le protocole SNA natif
  - Suppression du protocole AnyNet
- Sécurité - TCP/IP - Connectivité
  - Amélioration de la fonction Authority Collection
    - Supporte la collecte d'info sur les objets utilisés par un user
    - Nouvelle commande CHGAUTCOL
    - Modification des commandes STRAUTCOL, ENDAUTCOL, DLTAUTCOL, DSPSECA, DSPOBJD, DSPATR et de l'API QSYRTVSA

  - Nouvelles commandes de gestion des droits du SST/DST depuis l'IBM i
    - Règles de gestion des droits similaires à celles du système d'exploitation
    - Nouvelles commandes de gestion de la sécurité SST/DST CHGSSTSECA et DSPSSTSECA
    - Sécurisation avancée d'accès au SST/DST
    - Commandes de gestions des users SST/DST : CRTSSTUSR, CHGSSTUSR et DLTSSTUSR

  - SMB3
  - Amélioration de la connectivité JTOpen JDBC
  - Support de TLS 1.3
  - Améliorations du Digital Certificate Manager (DCM)
  - Améliorations SNMP v3
- Serveur Web intégré (IWS)
  - Une seule connexion nécessaire pour accéder à la database
    - Utilisation de SQL directement depuis une connexion REST
    - Connexion au serveur IWS qui s'adressera ensuite aux travaux serveur DB2

  - Assistant amélioré
  - Déploiement d'un nouveau service à l'aide d'une requête SQL
- Open Source
  - Node.js V10
  - R (langage de programmation)
  - vim (éditeur)
  - Midnight Commander (gestionnaire de fichier)
  - ActiveMQ (gestionnaire de message)

#### IBM i 7.4 Technology Refresh 1 (TR1) (15/11/2019)
Liste des principales nouveautés du TR1
- Db2 for IBM i
  - Management
    - Ajout de tables avec intégrité référentielle sans besoin d’une allocation exclusive
    - Accorder ou révoquer des droits sur un fichier base de données sans besoin d’une allocation exclusive

  - Programmation SQL
    - Nouveaux synonymes
    - Program Name Control pour les routines SQL
    - Amélioration de la gestion des routines externes
    - Les pré-compilateurs SQL supportent les sources en CCSID 1208 (unicode)

  - IBM i Services
    - IFS
    - Data Queues
    - Sécurité
    - Objets
    - Gestion des travaux
    - Gestion du système
    - Communications
    - Programmes et programmes de services
- Db2 Mirror for IBM i
  - Support de Db2 Mirror for i sur les modèles Power S922
    - Affectation de ports SR-IOV sur une partition (le S922 ne pouvait pas le faire car il ne supportait que les I/O virtualisées en raison de la contrainte “restricted I/O”).
    - Nécessité d’upgrader le firmware au niveau FW940

  - Support de Live Partition Mobility (LPM) avec Db2 Mirror for i
  - Dans une déclaration d’intention, IBM planifie la possibilité de supporter Db2 Mirror for i sur les disques internes.
- Développement
  - Nouvelles options RPG
    - Appel de plusieurs procédures avec un seul prototype grâce au mot clé OVERLOAD
      - Ex : dcl-pr print ind overload(procedure1 : procedure2);

    - OPTIONS(*EXACT) permet de passer un paramètre dont la longueur correspond exactement à celle attendue par le prototype
      - Ex : parametre1 char(20) options(*exact);

    - Code Operation DATA-GEN (génération de données, inverse de DATA-INTO)
    - Le RPG intègre un framework permettant de générer de la donnée XML, JSON, YAML et HTML

  - RDi intègre des demandes de RFE (Request for Enhancements)
    - Amélioration du formatage SQL et de la vérification de la syntaxe SQL

  - Le sous-système utilisé par IWS est désormais configurable
- Access Client Solutions
  - Version 1.1.8.3
  - Scripts SQL
    - Prompt intelligent
    - Nouveaux exemples prêts à être insérés

  - Amélioration des filtres et des capacités de recherche sur les schémas
- Open Source
  - ZeroMQ
  - Redis
- Hardware
  - Support des unités NVMe en attachement direct
    - Taille de bloc 4096 (AIX-Linux) / 4224 bytes (IBM i)
    - Ces unités se connectent directement sur des cartes PCIe3
    - Protection T10 DIF et DIX
    - Miroir IBM i
    - Support de la fonction Load-Source
    - Longévité : 5 DWPD (Drive Write per Day)

  - Nouveau processeur 11-core pour le Power S924
  - Nouveaux SSD Entreprise
    - Disponibles en technologies SSF-2 et SSF-3 ainsi qu’en formatages 5xx (512/528) et 4K (4096/4224)
      - 387 GB : ESB8/ESB9/ESB0/ESBA/ESBB/ESB2
      - 775 GB : ESBE/ESBF/ESB4/ESBG/ESBH/ESB6
      - 1,5 TB : ESBJ/ESBK/ESBL/ESBM

    - Longévité : 10 DWPD (Drive Write per Day)
- PowerHA SystemMirror for i
  - Propagation des mots de passe utilisateur paramétrés par l’API QSYSUPWD
  - Augmentation de la limite du nombre de ressources monitorées dans le Cluster Administrative Domain de 45 000 à 200 000
  - Nouvelles fonctions de tri et de gestion des ressources dans le Cluster Administrative Domain
  - Fonction d’ajout et de recherche multiples de ressources en une seule commande
  - Amélioration de la bascule PowerHA lorsqu’il est configuré avec Hyperswap
- Db2 Web Query
  - Nouveau package EZ-Install
    - Installation simplifiée
    - Permet l’upgrade d’anciennes versions vers le dernier niveau

  - Exemples de reports et de dashboards pour les administrateurs système
  - Conversion des spools en PDF ou fichiers Excel
- Divers
  - PowerVM 3.1.1 (VIOS)
    - Augmentation du nombre de LUN par port Fibre Channel 32 Gbit/s
    - NPIV multiqueue
    - Améliorations des performances iSCSI
    - Améliorations du tool d’upgrade VIOS

  - Nouvelle realease HMC et vHMC (V9R1.940)
    - Améliorations pour le SR-IOV et les vNIC
    - Amélioration des performances Live Partition Mobility (LPM)
    - DRAM backed virtual persistent memory
    - Injection des clés de licences iBM i
    - Support SR-IOV amélioré
    - Email de notification pour les opérations planifiées

  - Modernisation de l’interface du DCM (Digital Certificate Manager)
    - Nouvelle interface. http://hostname:2001/DCM
    - Filtres de recherches
    - Tris
    - Affichage simple des certificats en cours d’expiration ou expirés
    - Gestion de plusieurs certificate stores en simultané
    - Ancienne interface toujours disponible

  - Les clés de licence IBM i peuvent désormais être saisies à travers les interfaces HMC ou Novalink
  - Ajout de nouvelles fonctions sur Transport Layer Security TLS 1.3
  - Amélioration du rappel de commandes sur la ligne de commande 5250
    - La touche de fonction F8 permet de revenir en arrière (action inverse de la touche F9)
    - La saisie du début d’une commande suivie du caractère “*” puis de la touche F9 permet de récupérer la dernière commande correspondant à la recherche souhaitée

  - Support de le la modification de la taille d’un LUN provenant d’une DS8900
  - Amélioration de la fonction unmap sur Spectrum Virtualize (SVC, Storwize)
    - Opération exécutée en tâche de fond pour minimiser l’impact sur les performances
    - La vitesse d’exécution de la tâche de fond peut être modifiée par une macro SST

  - BRMS
    - Améliorations de la gestion des catalogues d’image pour les bandes virtuelles
    - Ajout de l’attribut Change Control Group dans l’API Q1ACHGCGA
    - Améliorations du programme d’exit sur le Backup Control Group en permettant l’exécution en fin de Control Group
    - Améliorations du choix des volumes lors de la réservation pour les sauvegardes concurrentes
    - Améliorations du traitement des omissions des sauvegardes afin de combiner avec les omissions du GUI et celles des stratégies de sauvegarde du mode 5250

#### IBM i 7.4 Technology Refresh 2 (TR2) (15/05/2020)
Liste des principales nouveautés du TR2
- Virtualisation
  - Virtualisation IBM i des bandothèques (NPIV-like)
    - TS2900 (3572-SxH) - SAS
    - TS3100 (3573-L2U) - SAS et Fibre Channel
    - TS3200 (3573-L4U) - SAS et Fibre Channel
    - TS4300 (3555-L3A) - SAS et Fibre Channel

  - Hybrid Network Virtualization (HNV) pour IBM i
- Db2 Mirror for i
  - Support du stockage interne (NVMe et SSD uniquement)
  - Integrated IP switching
  - Mode autonome d’évaluation des applications
- IBM i Access Client Solutions (ACS)
  - Nouvelle version 1.1.8.4
  - Scripts SQL
    - Amélioration de l’assistant de scripts SQL (Content Assist)
    - Affichage des métadonnées
    - Statement
    - Fonctions Built-in
    - Fonctions et procédures

  - Nouveaux services IBM i
  - Comparaison de schémas
  - Installation facilité, IBM i ACS stocké dans l'IFS
  - Améliorations émulateur 5250
    - Prise en compte de 7 RFE (Request For Enhancement)
    - Autoriser la transformation de caractères spéciaux
    - Réorganisation de l’historique des écrans
    - Focus sur le gestionnaire de sessions
    - Possibilité de désactivation de la fenêtre du clavier
    - Améliorations sur les impressions d’écran
- IBM i Access Client Solutions (ACS) et Open Source
  - Outils de réparation YUM / RPM
    - Suppression des métadonnées
    - Reconstruction de la base de données RPM

  - Nouvelles fonctions d’installation
    - SSH Tunneling
- SQL – Db2 for i – RPG
  - Nouvelles fonctions built-in
  - IBM i Services
    - 15 nouveaux services dans QSYS2 et SYSTOOLS
    - 7 services de QSYS2 améliorés
    - 4 nouveaux outils avec code source dans SYSTOOLS

  - Db2 for i Services
    - 5 nouveaux services
    - 4 services améliorés

  - Tool de comparaison de fichiers
  - RPG
    - Précision du timestamp à la microseconde
    - %KDS simplifié
    - Nom qualifié pour LIKEDS

  - Améliorations des indicateurs étendus
  - Facilités de formatage JSON par SQL
- Open Source
  - Support de jq
  - Ecosystème Python
    - Adaptateur SQL Alchemy
    - Package pyodbc

  - Mises à jour de sécurité
    - Les packages RPM utilisent dorénavant la nouvelle librairies OpenSSL 1.1.x
    - Certificats CA
- Clustering, Db2 Mirror for i et PowerHA SystemMirror for i
  - Nouvelles versions Cluster et PowerHA SystemMirror for i
  - Nouvelle version de PowerHA
  - Mise à jour automatique de la version du Cluster
  - Améliorations disponibilité Cluster IBM i
    - Amélioration de la stratégie de Haute Disponibilité QCST_AD_CREATE
    - Nouvelles fonctions IBM i SQL Services pour surveiller le Cluster Admin
    - Les adresses TCP/IP peuvent désormais être incluses dans un Cluster Ressource Group (CRG)
    - Gestion automatisée du Cluster Administrative Domaine lorsque le clustering est inactif ou en erreur
    - Nouvelle commande et stratégie d’analyse des profils d’un Cluster Administrative Domain

  - Améliorations des informations d’affichage et de disponibilité PowerHA
    - Affichage des informations de RPO sur la réplication asynchrone Global Mirror
    - Redesign de l’affichage des écrans en 132 colonnes afin de fournir plus d’indications sur l’état de la réplication
- Divers
  - Db2 Web Query
    - Améliorations du package EZ-install de Db2 Web Query
    - Généreration automatique d’un synonyme et d’un rapport à partir de SQL

  - BRMS
    - Vérification de l’espace de stockage disponible avant démarrage de la restauration
    - Consignation des opérations de sauvegarde et de restauration associées dans le fichier journal BRMS
    - Déplacement de l’opération de tracing pour permettre aux travaux de démarrage d’effacer l’espace temporaire sans perdre le tracing BRMS
    - Des droits additionnels peuvent être accordés à l’aide du nouveau paramètre USAGE(*AUT) de la commande SETUSRBRM
    - API Q1ARCLMED permettant de récupérer les volumes de bande
    - Prise en charge de l’authentification mutuelle conjointe DRDA / DDM.
    - La commande STRRCYBRM classe désormais les bibliothèques *IBM et *ALLUSR par ordre croissant de séquence de bande

  - HTTP et IWS
    - Support TLS 1.3
    - Fournit des rapports d’état et d’erreurs sur l’interface HTTP.
    - Meilleurs contrôles pour le passage de variables lors de la connexion.

  - Navigator for i
    - Support du TLS 1.3
    - Performance Data Investigator 
      - Nouveaux graphes plus modernes
      - Fonctions améliorées
      - Navigation plus facile
      - Quick focus (accès rapide) sur une plage de temps

#### IBM i 7.4 Technology Refresh 3 (TR3) (13/11/2020)
Liste des principales nouveautés du TR3
- Système d'exploitation
  - Optimisation de la durée des IPL
  - ObjectConnect sur TCP/IP
  - Duplication de bandes plus rapide
  - Ansible pour IBM i
- Hardware et PowerVM
  - Activation Enterprise Enablement pour période d’essai
  - Accélération NPIV
  - Support mapping multiples
  - Nouvelles cartes PCIe3 Fibre Channel
  - Nouvelles cartes PCIe2 USB 3.0
  - Nouvelles options mémoire 16 Gbit/s
  - Nouveaux drives SSD
  - Nouveaux drives NVMe
    - Format U.2
    - Format Add In Card (AIC)

  - Refresh des modèles H922 et H924
- Db2 for i
  - SQL Services
    - Nouveaux services IBM i :
      - QSYS2.COMMUNICATIONS_ENTRY_INFO
      - QSYS2.DATA_QUEUE_ENTRIES
      - QSYS2.EXIT_POINT_INFO
      - QSYS2.EXIT_PROGRAM_INFO
      - QSYS2.IFS_READ
      - QSYS2.IFS_WRITE
      - QSYS2.JOURNAL_INHERIT_RULES
      - QSYS2.JOURNALED_OBJECTS
      - QSYS2.OPEN_FILES
      - QSYS2.SERVER_SHARE_INFO
      - QSYS2.SOFTWARE_PRODUCT_INFO
      - QSYS2.SYSDISKSTAT
      - QSYS2.SYSTEM_STATUS_INFO_BASIC
      - QSYS2.SYSLIMITS_BASIC
      - QSYS2.WATCH_DETAIL
      - QSYS2.WATCH_INFO

    - Services IBM i améliorés
      - QSYS2.ACTIVE_JOB_INFO
      - QSYS2.DB_TRANSACTION_INFO
      - QSYS2.DISPLAY_JOURNAL
      - QSYS2.LIBRARY_INFO
      - QSYS2.SYSDISKSTAT
      - QSYS2.SYSTEM_STATUS
      - QSYS2.SYSTEM_STATUS_INFO
      - SYSTOOLS.GROUP_PTF_CURRENCY
      - SYSTOOLS.GROUP_PTF_DETAILS
      - SYSTOOLS.SPLIT

    - Nouveaux services Db2 for i
      - QSYS2.SYSCOLUMNS2_SESSION
      - SYSTOOLS.RELATED_OBJECTS

    - Services Db2 for i améliorés
      - QSYS2.ANALYZE_CATALOG

  - Extensions SQL
    - Extensions du précompilateur SQL
    - Catalogues Base de Données
    - Améliorations SQL DDL
- Développement RPG
  - Fonctions intégrées (Built-in functions)
    - %RANGE
    - %LIST

  - Code d’opération FOR-EACH
  - Autorisation de blancs pour %DEC et %INT…
  - Autorisation des séparateurs de milliers pour %DEC et %INT…
  - Divers
    - Nouvelle variable de Debug : _QRNU_RETVAL
    - Nouveau mot clé REQEXTPR
    - Rational Developer for i 9.6.0.8
- Access Client Solutions
  - Nouvelle version ACS 1.1.8.6
    - Amélioration de l’aide au contenu
    - Amélioration de l’exécution des scripts SQL
    - Upload multi-fichier
    - Drivers ODBC disponibles sur Mac et IBM i
- Open Source
  - Bases de données relationnelles Open Source
    - MariaDB
    - PostgreSQL

  - Utilitaires Open Source
    -       - chsh : shell
      - logrotate : gestion de fichiers journaux
      - man page

    - Sécurité
      - GNU Privacy Guard (GPG)
      - Curl avec support SSH et SFTP

    - Compression
      - zstd
      - pigz
      - p7zip

    - Connectivté
      - autossh
      - Paramiko (Package Python)
- Db2 Mirror for i
  - Améliorations des procédures d’initialisation et de récupération
  - Découverte de fichiers de travail
  - Règles multiples
  - Gestion de la sécurité
- PowerHA SystemMirror for i
  - Déploiement de clusters
  - Nouveau tableau de bord
- Divers
  - Nouvelle version Db2 Web Query 2.3
  - Améliorations BRMS
  - Améliorations Cloud Storage Solutions
  - Améliorations Administration Runtime Expert
  - Améliorations Serveur HTTP Apache

### IBM i 7.5
Disponible le 10 mai 2022, la version 7.5 est supportée sur les modèles à base de processeur POWER9 et POWER10.

## Liste des différentes versions d'OS/400, i5/OS et IBM i
| OS            | Version | Annonce    | Sortie     | Fin de commercialisation | Fin de support | Extension support |
| ------------- | ------- | ---------- | ---------- | ------------------------ | -------------- | ----------------- |
| IBM i         | V7R5M0  | 03/05/2022 | 10/05/2022 |                          |                |                   |
| IBM i         | V7R4M0  | 23/04/2019 | 21/06/2019 |                          |                |                   |
| IBM i         | V7R3M0  | 12/04/2016 | 15/04/2016 | 28/03/2023               | 30/09/2023     | 30/09/2026        |
| IBM i         | V7R2M0  | 28/04/2014 | 02/05/2014 | 30/04/2020               | 30/04/2021     | 30/04/2026        |
| IBM i         | V7R1M0  | 13/04/2010 | 23/04/2010 | 30/09/2017               | 30/04/2018     | 30/04/2024        |
| IBM i         | V6R1M1  | 20/10/2009 | 23/10/2009 | 09/12/2014               | 30/09/2015     | 30/09/2018        |
| IBM i         | V6R1M0  | 29/01/2008 | 21/03/2008 | 09/12/2014               | 30/09/2015     | 30/09/2018        |
| IBM i - i5/OS | V5R4M5  | 31/07/2007 | 14/09/2007 | 27/05/2011               | 30/09/2013     | 30/09/2016        |
| IBM i - i5/OS | V5R4M0  | 31/01/2006 | 14/02/2006 | 27/05/2011               | 30/09/2013     | 30/09/2016        |
| i5/OS         | V5R3M5  | 04/10/2005 | 14/10/2005 | 04/01/2008               | 30/04/2009     | 30/04/2013        |
| i5/OS         | V5R3M0  | 04/05/2004 | 11/06/2004 | 04/01/2008               | 30/04/2009     | 30/04/2013        |
| OS/400        | V5R2M0  | 04/06/2002 | 30/08/2002 | 01/10/2005               | 30/04/2007     |                   |
| OS/400        | V5R1M0  | 23/04/2001 | 25/05/2001 | 21/11/2003               | 30/09/2005     |                   |
| OS/400        | V4R5M0  | 22/05/2000 | 28/07/2000 | 02/07/2002               | 31/07/2002     | 31/12/2002        |
| OS/400        | V4R4M0  | 09/02/1999 | 21/05/1999 | 31/05/2001               | 31/05/2001     | 30/11/2001        |
| OS/400        | V4R3M0  | 01/09/1998 | 11/09/1998 | 29/12/2000               | 31/01/2001     |                   |
| OS/400        | V4R2M0  | 10/02/1998 | 27/02/1998 | 25/02/2000               | 31/05/2000     | 31/01/2001        |
| OS/400        | V4R1M0  | 19/08/1997 | 29/08/1997 | 25/02/2000               | 31/05/2000     |                   |
| OS/400        | V3R7M0  | 03/09/1996 | 08/11/1996 | 01/12/1998               | 30/06/1999     |                   |
| OS/400        | V3R6M0  | 21/06/1995 | 22/12/1995 | 21/11/1997               | 31/10/1998     |                   |
| OS/400        | V3R2M0  | 04/06/1996 | 21/06/1996 | 25/02/2000               | 31/05/2000     |                   |
| OS/400        | V3R1M0  | 03/05/1994 | 25/11/1994 | 16/05/1997               | 31/10/1998     |                   |
| OS/400        | V3R0M5  | 03/05/1994 | 03/06/1994 | 16/05/1997               | 31/10/1997     |                   |
| OS/400        | V2R3M0  | 16/02/1993 | 17/12/1993 | 29/12/1995               | 31/05/1996     |                   |
| OS/400        | V2R2M0  | 18/02/1992 | 18/09/1992 | 06/09/1994               | 31/03/1995     |                   |
| OS/400        | V2R1M1  | 22/04/1991 | 06/03/1992 | 12/03/1993               | 30/06/1994     |                   |
| OS/400        | V2R1M0  | 22/04/1991 | 24/05/1991 | 12/03/1993               | 30/06/1994     |                   |
| OS/400        | V1R3M0  |            | 1990       | 31/12/1991               | 31/12/1992     |                   |
| OS/400        | V1R2M0  |            | 1989       |                          | 1991           |                   |
| OS/400        | V1R1M0  | 21/06/1988 | 26/08/1988 |                          | 1990           |                   |

## Roadmap IBM i
La dernière version d'IBM i, nommée i 7.4, a fait son apparition le 21 juin 2019. Elle supporte les serveurs à base de processeur POWER8 et POWER9.

## Codes produit des versions

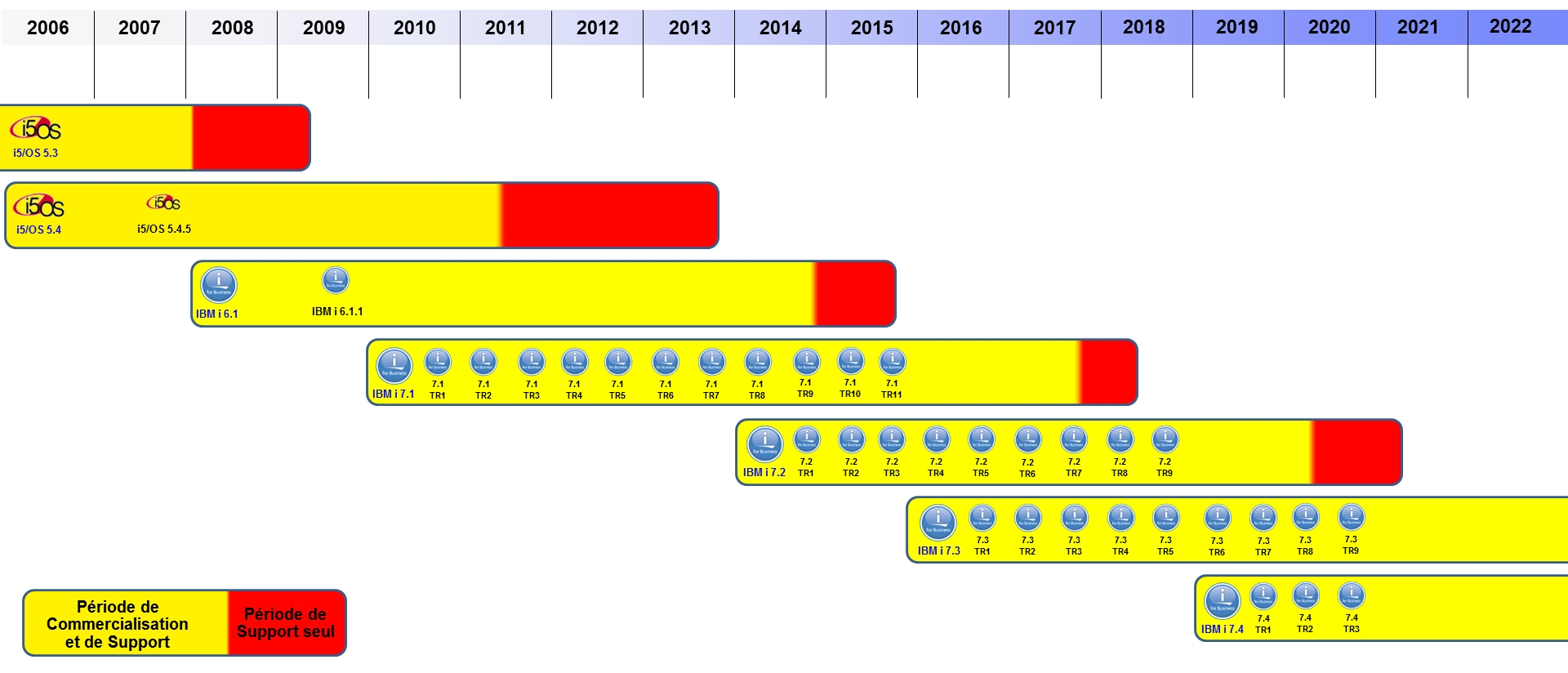

- V1 = 5728-SS1
- V2 = 5738-SS1
- V3 = 5763-SS1 (version CISC IMPI)
- V3 = 5716-SS1 (version RISC)
- V4 = 5769-SS1
- V5 = 5722-SS1
- V6 = 5761-SS1
- V7 = 5770-SS1

## Liste détaillée des serveurs supportés par l'IBM i
L'IBM i est l'un des trois systèmes d'exploitation supportés sur les serveurs IBM Power Systems aux côtés d'AIX et de Linux Power. Sur la gamme IBM PureSystems, les OS supportés sont AIX, IBM i, Linux Power, Linux x86 et Windows.
La version IBM i 6.1 est supportée sur les modèles de serveurs suivants :
- JS12 (POWER6)
- JS22 (POWER6)
- JS23 (POWER6+)
- JS43 (POWER6+)
- PS700 (POWER7)
- PS701 (POWER7)
- PS702 (POWER7)
- PS703 (POWER7)
- PS704 (POWER7)
- Power 520 (POWER6 et POWER6+)
- Power 550 (POWER6 et POWER6+)
- Power 560 POWER6+
- Power 570 (POWER6 et POWER6+)
- Power 595 (POWER6)
- Power 710 (POWER7 et POWER7+)
- Power 720 (POWER7 et POWER7+)
- Power 730 (POWER7 et POWER7+)
- Power 740 (POWER7 et POWER7+)
- Power 750 (POWER7 et POWER7+)
- Power 760 (POWER7+)
- Power 770 (POWER7 et POWER7+)
- Power 780 (POWER7 et POWER7+)
- Power 795 (POWER7)
- PureFlex p260 (POWER7 et POWER7+)
- PureFlex p460 (POWER7)
- 515 (POWER5+)
- 520 (POWER5 et POWER5+)
- 525 (POWER5+)
- 550 (POWER5 et POWER5+)
- 570 (POWER5 et POWER5+)
- 595 (POWER5 et POWER5+)
- 800 (SStar)
- 810 (SStar)
- 825 (POWER4)
- 870 (POWER4)
- 890 (POWER4)

La version IBM i 7.1 est supportée sur les modèles de serveurs suivants :
- JS12 (POWER6)
- JS22 (POWER6)
- JS23 (POWER6+)
- JS43 (POWER6+)
- PS700 (POWER7)
- PS701 (POWER7)
- PS702 (POWER7)
- PS703 (POWER7)
- PS704 (POWER7)
- Power 520 (POWER6 et POWER6+)
- Power 550 (POWER6 et POWER6+)
- Power 560 POWER6+
- Power 570 (POWER6 et POWER6+)
- Power 595 (POWER6)
- Power 710 (POWER7 et POWER7+)
- Power 720 (POWER7 et POWER7+)
- Power 730 (POWER7 et POWER7+)
- Power 740 (POWER7 et POWER7+)
- Power 750 (POWER7 et POWER7+)
- Power 760 (POWER7+)
- Power 770 (POWER7 et POWER7+)
- Power 780 (POWER7 et POWER7+)
- Power 795 (POWER7)
- PureFlex p260 (POWER7 et POWER7+)
- PureFlex p460 (POWER7)
- Power S814 (POWER8)
- Power S822 (POWER8)
- Power S824 (POWER8)
- Power E870 (POWER8)
- Power E880 (POWER8)
- Power S922 (POWER9) excepté sur les modèles 1 et 4 cores
- Power E980 (POWER9)
- PurePower (POWER8)
- 515 (POWER5+)
- 520 (POWER5 et POWER5+)
- 525 (POWER5+)
- 550 (POWER5 et POWER5+)
- 570 (POWER5 et POWER5+)
- 595 (POWER5 et POWER5+)

La version IBM i 7.2 est supportée sur les modèles de serveurs suivants :
- JS12 (POWER6)
- JS22 (POWER6)
- JS23 (POWER6+)
- JS43 (POWER6+)
- PS700 (POWER7)
- PS701 (POWER7)
- PS702 (POWER7)
- PS703 (POWER7)
- PS704 (POWER7)
- Power 520 (POWER6 et POWER6+)
- Power 550 (POWER6 et POWER6+)
- Power 560 POWER6+
- Power 570 (POWER6 et POWER6+)
- Power 595 (POWER6)
- Power 710 (POWER7 et POWER7+)
- Power 720 (POWER7 et POWER7+)
- Power 730 (POWER7 et POWER7+)
- Power 740 (POWER7 et POWER7+)
- Power 750 (POWER7 et POWER7+)
- Power 760 (POWER7+)
- Power 770 (POWER7 et POWER7+)
- Power 780 (POWER7 et POWER7+)
- Power 795 (POWER7)
- PureFlex p260 (POWER7 et POWER7+)
- PureFlex p460 (POWER7)
- Power S814 (POWER8)
- Power S822 (POWER8)
- Power S824 (POWER8)
- Power E870 (POWER8)
- Power E880 (POWER8)
- PurePower (POWER8)
- Power S914 (POWER9)
- Power S922 (POWER9)
- Power S924 (POWER9)
- Power H922 (POWER9)
- Power H924 (POWER9)
- Power E980 (POWER9)

D'une manière générale, la 7.2 est supportée sur les serveurs POWER6, POWER6+, POWER7, POWER7+, POWER8 et POWER9.
La version IBM i 7.3 est supportée sur les modèles de serveurs suivants :
- Power 710 (POWER7 et POWER7+)
- Power 720 (POWER7 et POWER7+)
- Power 730 (POWER7 et POWER7+)
- Power 740 (POWER7 et POWER7+)
- Power 750 (POWER7 et POWER7+)
- Power 760 (POWER7+)
- Power 770 (POWER7 et POWER7+)
- Power 780 (POWER7 et POWER7+)
- Power 795 (POWER7)
- Power S814 (POWER8)
- Power S822 (POWER8)
- Power S824 (POWER8)
- Power E870 (POWER8)
- Power E880 (POWER8)
- PurePower (POWER8)
- Power S914 (POWER9)
- Power S922 (POWER9)
- Power S924 (POWER9)
- Power H922 (POWER9)
- Power H924 (POWER9)
- Power E980 (POWER9)

D'une manière générale, la 7.3 est supportée sur tous les serveurs POWER7, POWER7+, POWER8 et POWER9 à l'exception des Blade Systems et des Flex Systems.
La version IBM i 7.4 est supportée sur les modèles de serveurs suivants :
- Power S814 (POWER8)
- Power S822 (POWER8)
- Power S824 (POWER8)
- Power E870 (POWER8)
- Power E880 (POWER8)
- PurePower (POWER8)
- Power S914 (POWER9)
- Power S922 (POWER9)
- Power S924 (POWER9)
- Power H922 (POWER9)
- Power H924 (POWER9)
- Power E980 (POWER9)

D'une manière générale, la 7.4 est supportée sur les serveurs POWER8 et POWER9.

## Matrice de support IBM i / serveur
Matrice de support des versions IBM i en fonction du modèle de serveur.

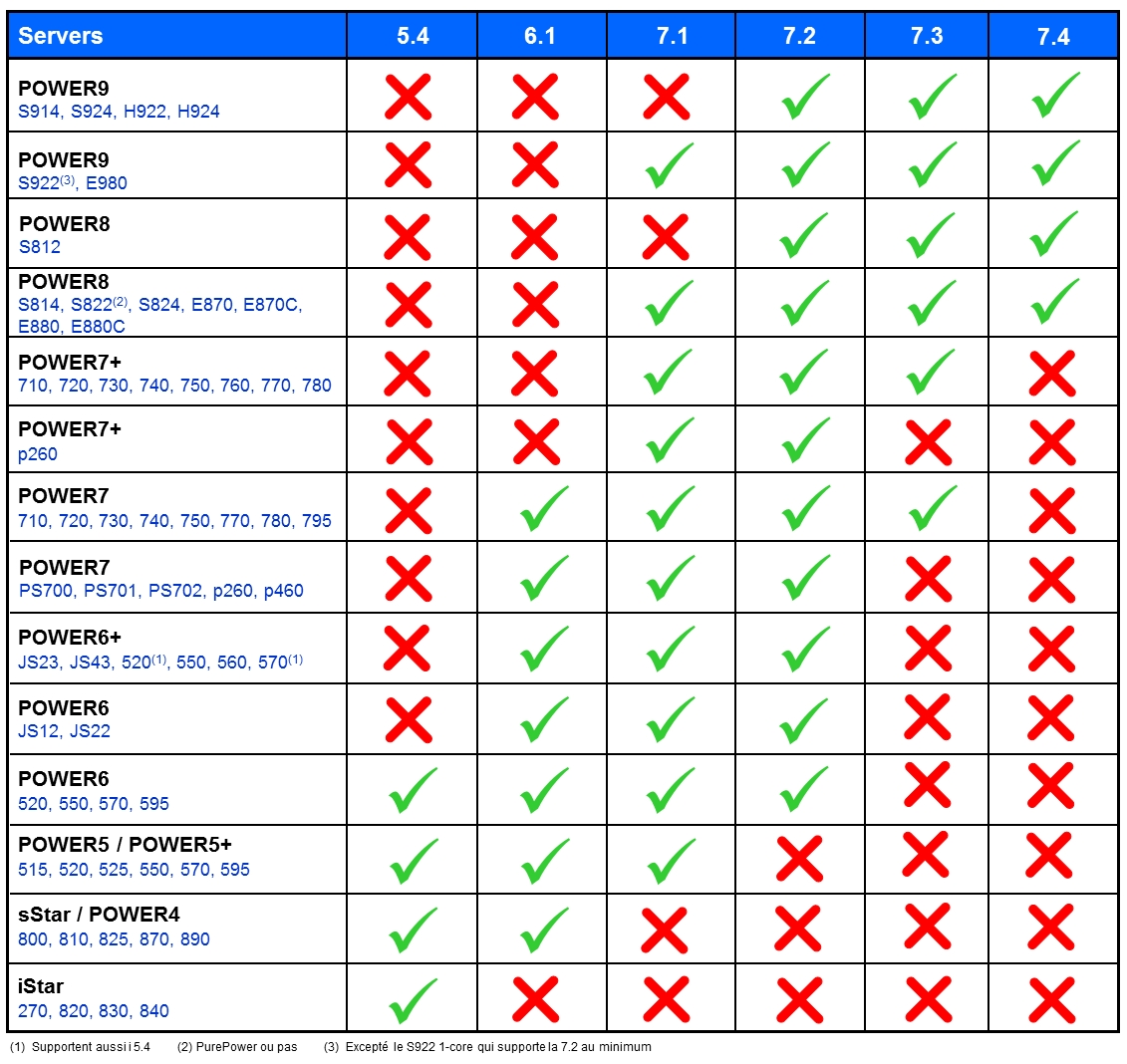

## Matrice de support IBM i / processeur
Matrice de support des versions IBM i en fonction de la génération de processeur.

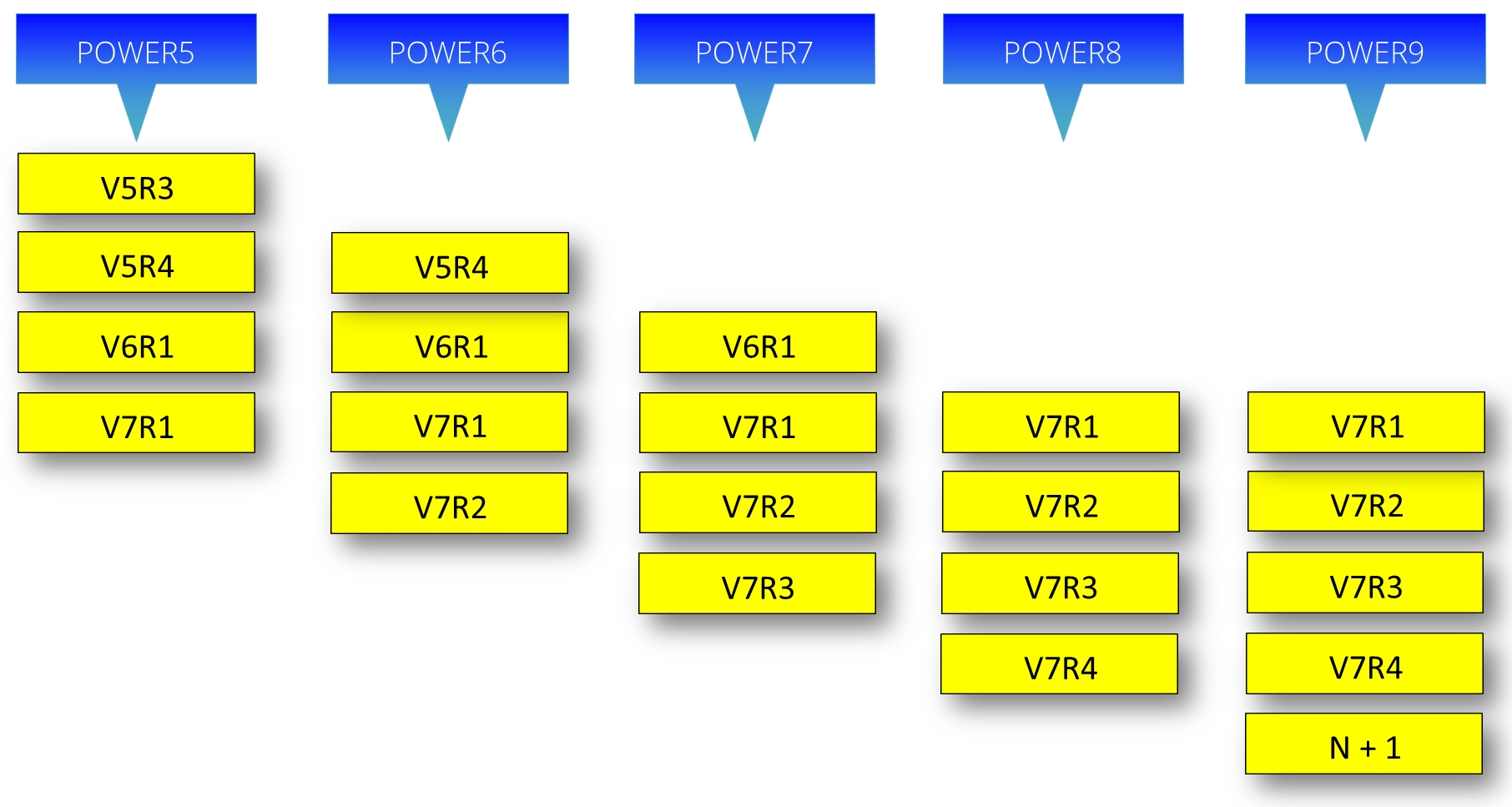